# Alice Patten
Alice Patten (n. 1980) es una actriz británica. Hija de Chris Patten, un prominente político conservador y el último gobernador de Hong Kong, ha interpretado un papel clave en la película Rang De Basanti (2006). También es conocida por interpretar Ygraine Pendragon en la serie de la BBC Merlín.

## Primeros años
Patten fue educada en el Island School de Hong Kong y el Queens' College en Cambridge.

## Carrera
Su primer papel importante después de la graduación fue el de Eugenie en la obra Vincent in Brixton, en el West End.
En 2005 y 2006, apareció en el English Touring Theatre en la obra Hamlet, interpretando a Ofelia.
En 2006 apareció en la película Rang De Basanti como Sue McKinley, una joven británica que llega a la India para hacer una película documental sobre el dominio británico en el subcontinente indio. En 2009, como actriz invitada, interpretó el papel de Ygraine Pendragon, madre de Arturo en la serie de la BBC Merlín.